# Зелікович Юрій Семенович
Зелікович Юрій Семенович (нар. 7 травня 1964, Москва) — радянський академічний веслувальник, учасник Олімпійських ігор, призер чемпіонату світу.

## Життєпис
На чемпіонаті світу 1985 Юрій Зелікович разом з Миколою Чуприною зайняв друге місце в змаганнях двійок парних. Наступного року на чемпіонаті світу їх екіпаж був четвертим.
На чемпіонаті світу 1987 Зелікович в змаганнях двійок парних був десятим.
На Олімпійських іграх 1988 Зелікович у складі радянської команди фінішував четвертим в четвірках парних.
Після розпаду СРСР Юрій Зелікович виступав під прапором Росії. Брав участь в змаганнях двійок парних і четвірок парних протягом 1990-х років, але жодного разу на призовий п'єдестал не потрапив.
Після завершення виступів Зелікович перейшов на тренерську роботу:
- 2005 - 2006 — старший тренер юнацької збірної Росії з академічного веслування;
- 2012 - 2013 — головний тренер збірної Росії з академічного веслування.[1]

З 2016 року — голова регіональної спортивної громадської організації «Федерація веслувального спорту «Скіф» у місті Москва».